# Thaas
Thaas (1793 in der Schreibweise Thâas) ist eine französische Gemeinde mit 102 Einwohnern (Stand: 1. Januar 2022) im Département Marne in der Region Grand Est (bis 2015 Champagne-Ardenne). Sie gehört zum Arrondissement Épernay und zum Gemeindeverband Sud Marnais. Die Bewohner werden Tayons genannt.

## Geografie
Die Gemeinde Thaas liegt 15 Kilometer südöstlich von Sézanne und etwa 50 Kilometer nordwestlich von Troyes an der Superbe, einem Nebenfluss der Aube im westlichen Teil der Champagne sèche, der „trockenen Champagne“, auch „lausige Champagne“ (Champagne pouilleuse) genannt. Parallel zur Superbe verläuft der Entwässerungskanal Canal de la Noue de Barbara, der teilweise die östliche Gemeindegrenze von Thaas bildet. Die Umgebung zeichnet sich durch bis auf kleinere Auwaldreste fehlende Wälder und durch von großflächigen Äckern bedeckte sanfte Hügel aus. Umgeben wird Thaas von den Nachbargemeinden Chichey im Norden, Gaye im Osten, La Chapelle-Lasson im Südosten (Berührungspunkt), Villeneuve-Saint-Vistre-et-Villevotte im Süden, Barbonne-Fayel im Westen sowie Saudoy im Nordwesten.

## Geschichte

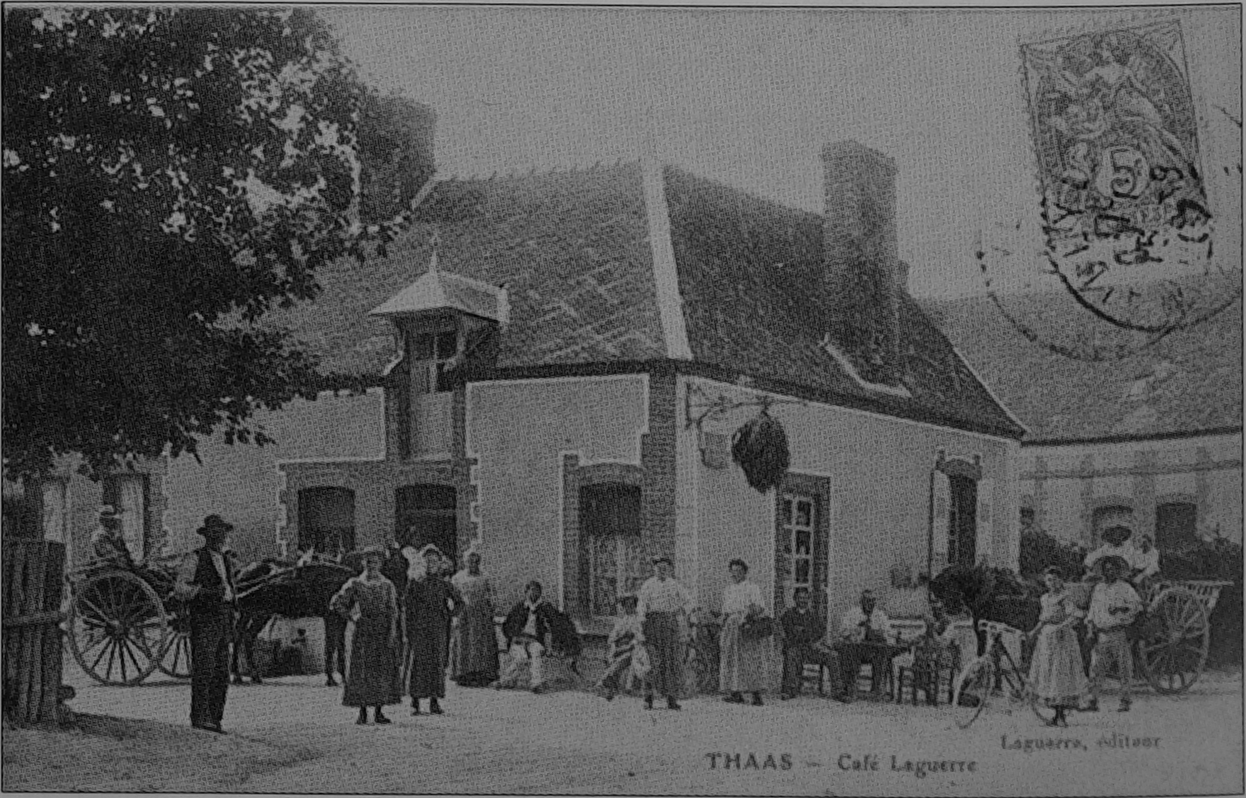
Alte Postkarte von Thaas

Aus dem Jahr 1645 ist überliefert, dass Thaas einem Jacques du Val Ognes, Nachkomme der Herren von Désiré, gehörte. Claude du Val Ognes wurde 1726 noch in der örtlichen Kirche bestattet. Seine Nachkommen verließen Thaas 1878.

### Bevölkerungsentwicklung
| Jahr      | 1962 | 1968 | 1975 | 1982 | 1990 | 1999 | 2006 | 2014 | 2022 |
| Einwohner | 116  | 111  | 135  | 101  | 78   | 92   | 86   | 102  | 102  |

Im Jahr 1841 wurde mit 192 Bewohnern die bisher höchste Einwohnerzahl ermittelt. Die Zahlen basieren auf den Daten von cassini.ehess und des Institut national de la statistique et des études économiques.

## Sehenswürdigkeiten
- Kirche Saint-Médard

## Wirtschaft und Infrastruktur
In Thaas sind zwölf Landwirtschaftsbetriebe ansässig (Anbau von Getreide und Hülsenfrüchten sowie ein Weinhandel).
Thaas liegt abseits der überregional wichtigen Verkehrswege. Zehn Kilometer westlich von Thaas verläuft die Fernstraße D373 (frühere Route nationale 373) von Sézanne über Anglure nach Méry-sur-Seine; zehn Kilometer nördlich die teilweise autobahnartig ausgebaute RN 4 von Paris nach Nancy.

## Belege
1. ↑  Thaas (Memento vom 4. August 2020 im Internet Archive), auf cassini.ehess.fr
2. ↑  Thaas, auf cc-sudmarnais.fr (französisch)
3. ↑  Thaas auf cassini.ehess.fr
4. ↑  Dossier complet Commune de Thaas (51565), auf insee.fr insee.fr
5. ↑  Landwirtschaftsbetriebe auf annuaire-mairie.fr (französisch)